# Высшая духовная семинария (Пшемысль, римско-католическая)
Высшая духовная семинария (пол. Wyższe Seminarium Duchowne w Przemyślu) — государственное высшее учебное заведение, католическая духовная семинария, находящаяся в городе Пшемысль, Польша. Семинария готовит священников для пшемысльской архиепархии.

## История
Семинария была основана 6 февраля 1687 года по инициативе перемышльского епископа Яна Сбонского. В 1688 году было построено здание для семинарии с часовней во имя святого Карла Борромео. В последующие годы здание семинарии было значительно расширено. В 1783 году семинария была закрыта австрийскими властями. С этого года студенты обучались в Генеральной семинарии во Львове. C 1792 года после многочисленных обращений церковных властей удалось получить разрешение для возобновления деятельности семинарии в Пшемысле. В 1819 году семинарию снова закрыли и в ней был размещён богословский факультет Пшемысльского университета. С этого года студенты семинарии официально обучались на этом факультете и проживали в коллегии иезуитов.
Во время Первой мировой войны в здании семинарии находился госпиталь. В это время здание семинарии значительно пострадало, была разграблена библиотека и разрушена часовня. Во время Второй мировой войны семинария была закрыта, а студенты обучались и проживали на вилле «Анатулувка» в Бжозове. В 1946 году семинаристы возвратились в Пшемысль.
В 1984 году началось строительство отдельного здания для учебных классов, которое было освящено в 1988 году епископом Игнатием Токарчуком.

## Ректоры
Неполный список:
- Ян Балицкий (1928 −1934) — блаженный;
- Михал Ястшембский;
- Стефан Москва (1976—1986);
- Станислав Зыгарович (1986—1991);
- Станислав Нарензга (1991—1996);
- Адам Шаль (1996—2001);
- Мариан Роек (2001—2005);
- Дариуш Дзядош (2005 — по настоящее время).